# Dischidia bulacanensis
Dischidia bulacanensis är en oleanderväxtart som beskrevs av Kloppenb., G.Mend. och Ferreras. Dischidia bulacanensis ingår i släktet Dischidia och familjen oleanderväxter. Inga underarter finns listade i Catalogue of Life.